# أندريه ليجيه
أندريه ليجيه (بالإنجليزية: André Léger)‏ مواليد 5 مايو 1896 في فرنسا - الوفاة 9 مارس 1963 في لاون، كان دراج فرنسي.

## روابط خارجية
- أندريه ليجيه على موقع أرشيف الدراجات (الإنجليزية)
- أندريه ليجيه على موقع إحصائيات الدراجات الإحترافية (الإنجليزية)